# André Mangeot
André Louis Mangeot (París, 25 d'agost, 1883 - 11 de setembre de 1970), va ser un violinista i empresari d'origen francès que més tard es va naturalitzar a Anglaterra. El pare d'André era el fabricant de pianos Edouard Mangeot.

## Biografia
Mangeot va estudiar al Conservatori de París abans d'establir-se a Londres, on va tocar inicialment a la "Queen's Hall Orchestra" i al Covent Garden. El 1910 es va casar amb Olive Fowke, de qui es va divorciar el 1931.
Va fundar el 1919 l'"International String Quartet", al qual va convidar el jove John Barbirolli a convertir-se en el seu violoncel·lista. Aquesta es va especialitzar en obres modernes, especialment de joves compositors britànics. Van fer el primer enregistrament del Quartet de corda de Maurice Ravel el 1927[ i van col·laborar en la primera actuació (difusió) del Quartet Phantasy de Benjamin Britten el 1933. Més tard va formar el "Quartet André Mangeot" el 1947.
Mangeot també va actuar com a professor de violí per a un nombre d'estudiants que es van fer un nom com a músics, entre ells Imogen Holst i Anne Macnaghten. Més tard va resumir l'essència de la seva instrucció en el seu llibre Violin technique: notes for players and teachers.